# Tantrix
Tantrix is een familie-puzzelspel, oorspronkelijk uit Nieuw-Zeeland, bedacht door de Nieuw-Zeelander Mike McManaway.

## Geschiedenis
De eerste versie van Tantrix komt uit 1987 onder de naam: 'The Mind Game' vernoemd naar de spelwinkel van de uitvinder. Toen waren de 56 stenen van karton gemaakt.
Dankzij veel steun van klanten en genoeg verkochte Mind Game (Tantrix)spellen ging Mike 'de markt testen'. Toen werden er flinke vooruitgangen geboekt. In 1989 kwam de eerste plastic versie op de markt.
Later in 1991 werd de naam veranderd naar Tantrix en werd het van hoge kwaliteit plastic gemaakt. In de eerste zogenoemde Tantrix Gamepacks waren er op de stenen maar twee kleuren. De eerste paar duizend stenen werden beschilderd door de bedenker in zijn garage. Toen er twee kleuren meer bij kwamen werd het spel ook speelbaar voor vier spelers. Soms werden zelfs de gekste kleuren gebruikt, zoals roze!
De nieuwste versie van het spel (op een paar kleine aanpassingen na onveranderd sinds begin jaren 90) is gemaakt van bakeliet, heeft 56 aan de achterkant genummerde stenen, en wordt verkocht in een stevige zeshoekige zak. Varianten zijn de reiseditie; kleinere stenen in een soepel zakje en magnetisch tantrix; kleine magneetjes op een metalen speelbord.
Behalve het complete, 56 stenen tellende spel, zijn er door de tijd heen ook verschillende puzzels op de markt gebracht: in 1991 kwam de 'original puzzle', een voorloper van de nu nog verkochte Discovery; 10 stenen met dezelfde kleurencombinatie (rood geel blauw) waarmee 10 verschillende gesloten lijnen (loops) gemaakt dienen te worden.
In 1994 kwam er een serie van 5 puzzels in oplopende moeilijkheidsgraden: Junior, Student, Professor, Master en Genius (Junior, Student, Professor, Meester en Genie), ieder met 10 of 12 tegels en één opdracht.

## Doel van het spel
Het is de bedoeling om een zo lang mogelijke aaneengesloten lijn te maken van een kleur naar keuze, waarbij de eindscore het aantal tegels is die deel uitmaken van deze lijn. Een gesloten lijn (een loop) levert voor iedere tegel 2 punten op. Tactisch onderdeel van het spel is om gebruik te maken van de forced spaced rule (gedwongen ruimte regel) die dicteert dat een ruimte (ter grootte van één tegel) die omgeven is door 3 tegels opgevuld moet worden met een steen met een passende kleurencombinatie, zodra deze zich aandient (als deze al niet op tafel ligt). Wat betekent dat in ieder zet meerdere tegels gelegd kunnen worden.